# Джулич, Бобби
Роберт (Бобби) Джулич (англ. Bobby Julich; род. 15 ноября 1971 год, Корпус-Кристи, Техас, США) — американский шоссейный велогонщик, серебряный призёр летних Олимпийских игр 2004 года в Афинах, призёр общего зачёта Тур де Франс.

## Карьера
Бобби Джулич начал свою спортивную карьеру с победы в гонке Red Zinger Mini Classics в 1985 году. Как любитель он выиграл национальный чемпионат по велогонкам среди юниоров в 1990 году и был приглашен в составе сборной США на многодневную гонку Тур ДюПон (Tour DuPont), где показал пятый результат в генеральной классификации.
В 1992 году подписал свой первый профессиональный контракт с командой Spago. В 1994 году выступал за команду Chevrolet.
В 1995 году перешёл в американскую команду Motorola, за которую также выступали его ровесники и соотечественники Лэнс Армстронг и Джордж Хинкепи. После года выступлений ему поставили диагноз — суправентрикулярная тахикардия, это означает, что сердце Бобби бьется чаще, чем обычно. Вуэльту Испании 1996 года закончил на девятом месте, что стало лучшим местом, занятым американцем в генеральной классификации испанской супермногодневки.
В 1997 году присоединился к команде Cofidis, где одержал первую победу в профессионалах: в общем зачете гонки Руд де Сюд (Route du Sud) и на двух этапах. Чуть позже последовал успех на Тур де Лейн (Tour de l’Ain).
В 1998 году самая престижная многодневка Тур де Франс была омрачена допинговыми скандалами и прекращением участия в ней многих команд. Только 96 из 189 гонщиков смогли финишировать в Париже. Бобби Джулич неожиданно занял третье место в генеральной классификации Большой Петли, проиграв только чемпиону итальянцу Марко Пантани и Яну Ульриху из Германии.
В 1999 году он считался одним из главных фаворитов гонки по территории Франции, однако серьезно упал во время индивидуальной гонки с раздельным стартом и вынужден был прекратить участие в соревновании.
В новом сезоне он передел в команду Crédit Agricole, главным успехом в которой можно считать победу в командной гонке на 4 этапе Тур де Франс 2001. В итоговой классификации той Большой петли он занял 18 место. Два бесславных сезона (2002—2003) американец провел в немецкой команде Team Telekom.
В 2004 году он дебютирует в датской команде CSC, которой руководил чемпион Тур де Франс 1996 года — Бьярне Риис. И хорошие результаты не заставляют себя ждать: третье место в общем зачете многодневной гонки Париж-Ницца, четвёртое — на Критериуме Интернасиональ и на Туре страны Басков, пятое — на Энеко Туре. В августе 2004 году американец принял участие в Летних Олимпийских играх в Афинах. В индивидуальной гонке с раздельным стартом он финишировал на третьем месте, однако после дисквалификации американского велогонщика Тайлера Хэмилтона получил серебряную медаль.
2005 год также стал успешным для Бобби Джулича. Он победил на гонках Париж-Ницца, Критериум Интернасиональ и Энеко Тур.
В 2006 году в составе CSC выиграл командную гонку на Джиро д’Италия и помог лидеру команды Ивану Бассо одержать победу в генеральной классификации итальянской супермногодневки с преимуществом более девяти минут. К личным успехам американца можно отнести третье место в общем зачете Тура Калифорнии и победу в прологе на Париж-Ницца. Он стартовал под капитанским номером на Тур де Франс 2006, но упал и вынужден был сойти с гонки. С той поры карьера Бобби Джулича была фактически закончена. В сезоне 2007 года он одержал лишь две победы в командных гонках и вынужден был завершить спортивную карьеру в 2008 году.

## Допинг
После завершения карьеры велогонщика Бобби Джулич работал тренером в британской команде Team Sky. 25 октября 2012 года он покинул её из-за политики руководства не допускать гонщиков, употреблявших запрещенные препараты, к работе. В открытом письме, опубликованном на сайте Cyclingnews американец признался, что использовал допинг.

## Семья
Жена Бобби Джулича — Анжела. В их семье растут две дочери — Оливия и Хлоя.